# Cantó de Bapaume
El cantó de Bapaume és un cantó francès del departament del Pas de Calais, situat al districte d'Arràs. Té 22 municipis i el cap és Bapaume.

## Municipis
- Achiet-le-Grand
- Achiet-le-Petit
- Avesnes-lès-Bapaume
- Bancourt
- Bapaume
- Beaulencourt
- Béhagnies
- Beugnâtre
- Biefvillers-lès-Bapaume
- Bihucourt
- Favreuil
- Frémicourt
- Grévillers
- Ligny-Thilloy
- Martinpuich
- Morval
- Riencourt-lès-Bapaume
- Sapignies
- Le Sars
- Le Transloy
- Villers-au-Flos
- Warlencourt-Eaucourt

## Història
| Data d'elecció                           | Identitat           | Partit                            | Qualitat |
| ---------------------------------------- | ------------------- | --------------------------------- | -------- |
| 1945-1980                                | Henri Guidet        | radical, després SFIO, després PS |          |
| 1980-2001                                | Jean-Paul Delevoye  | RPR                               |          |
| 2001-                                    | Jean-Jacques Cottel | PS                                |          |
| les dades anteriors no són pas conegudes |                     |                                   |          |
|                                          |                     |                                   |          |

## Demografia
| A partir de 1990: Població sense dobles comptes |